# Anna Lagerblad
Anna Matintytär Lagerblad eller Anna Haapakoski, född 1741, död 1811, var en finländsk predikant. 
Hon var en av folkväckelsens centrala kvinnor i Västra Finland. Hon predikade lutherska teser som inte bröt mot statskyrkans lära. 